# Bohinta
Bohinta is een Ierse traditionele band uit de Ierse regio Cork, Ierland. 
Na de oprichting van Bohinta trok Martin Furey eerst op met Robin Hurt in 1990 en met Greig Stewart en Dave McCleod. In 1992 kwam Roy Marchbank erbij. In 1994 gingen Martin en Áine Furey met Bohinta verder met de muzikanten Padhrig O'Faraichtain, Gill Hunter, Nigel Walker en Carlene Anglim. Met hen toerden zij door Engeland, Wales en Schotland. Daarna verscheen de eerste cd van Bohinta waarop het nummer Gypsie te horen valt, dit is een eerbetoon aan grootmoeder Nora Fury, die een volbloed zigeunerin is, iets waar de hele familie trots op. In 1996 kwam hun tweede album uit.

## Discografie
- Sessions
- Belladonna – 1996